# Kiss×sis
『kiss×sis』（キスシス）は、ぢたま(某)による日本の漫画作品。
『週刊ヤングマガジン』（講談社）にて2004年8号（1月）に『健・全・優良児』という題名でKiss×sisの原形となる読み切りとして掲載されたが、反響があったために同社『別冊ヤングマガジン』13号（2005年12月）から連載が開始。その間も、『週刊ヤングマガジン』には2008年11号に出張という形で読み切りが掲載された。同年9月からは『週刊ヤングマガジン』に移籍し、月イチ連載という形で掲載されていたが、2009年12月からは『別冊ヤングマガジン』の月刊化に伴い誌名変更された『月刊ヤングマガジン』へと再移籍し2010年No.1から連載され、2021年No.10（9月）をもって完結した。
2008年6月、『別冊ヤングマガジン』28号でOAD化が発表され、単行本第3巻以降にはOAD同梱の限定版が発売された。第5巻発売の際には、発売記念として2009年12月23日にクリスマスパーティーが開催された。また、2010年4月から6月までテレビアニメが放送された。各話のサブタイトルは、頭文字がその話数の語呂合わせとなっている。

## あらすじ
中学3年生の主人公、住之江圭太には血のつながっていない高校1年生の双子の姉住之江あこと住之江りこがいる。幼いころは何事もなく普通の姉弟として育ったが年を重ねて三人が思春期を迎えるころ、あことりこは圭太に猛アタックをかけ、ついに圭太に告白する。
両親も姉達のどちらかと結婚するのを望んでいたり、圭太の友人達にはやっかみもありドタバタと振り回される毎日を送っている。
すでに高校への推薦入学が決まっていた圭太だったが、あこりこ2人の猛アタックにより姉達と同じ高校を目指すことに。推薦を蹴り圭太は受験生になるが、姉達の過剰なスキンシップより勉強に集中できない日々が続く。
そしてタイトルの通り、義理とは言え姉弟の間でキスを繰り返している次第。単行本11巻時点ではまだ性行為には至っていない。
高校進学後は担任の桐生夕月、その妹であり後輩でもある桐生三日月、そして同級生の三国美春なども絡み、圭太は常に刺激的な毎日を送る。

## 登場人物
※登場人物の名字は、全て競艇場の地名に由来する。

### 住之江家
住之江 圭太（すみのえ けいた）
声 - 武内健、寺本來可（子供時代）
本作の主人公。8月31日生まれ。中学3年生→玉秀高校1年生→2年生。
中学生のころは陸上部で一番足が速く、2人の姉（りこ・あこ）とは別の高校へスポーツ推薦での進学が内定していたが、姉と同じ玉秀高校に行くため推薦を蹴り、連日のお姉ちゃんズの猛攻をなんとかかわしつつ受験勉強の末入学する。高校でも陸上部に入部。
最初は姉の誘惑を迷惑がっていたものの最近では嫌ではなくなり、むしろ自分からも積極的になっている。負けず嫌いで流されやすい。酒には弱く、酔うとかなり積極的になる。
子供のころは、あことりこの両方と結婚したがっていた。だが、小学校高学年くらいからその気持ちは次第に醒めてきて今に至る。しかし姉達の積極的なアプローチにより、徐々に関係を深めていく。高校進学後は担任の夕月に好意を抱き、後に交際を始める。しかし、姉達との関係は継続し美春や三日月も意識するなど、一途さに欠けている。
「舌だけ吸われる」ことが好きという妙な性的嗜好を持ち、酔ったときなどに姉達に要求している。
ペニスの大きさは15歳男子の平均値以上は確実に超えているが、美春の発言を勘違いし自分は短小と思い込んでいる。
姉たちおよびその他の女性とエッチな状況に陥っても射精には到っていないことから、早漏ではないが、卒業式の事件で早漏だと誤解されている。
住之江 あこ（すみのえ あこ）
声 - 竹達彩奈
圭太の義姉で、りこの双子の姉。11月7日生まれ。玉秀高校1年生→2年生→3年生。高校では生徒会を務めている。
前髪をヘアピンで留めている。しっかり者で弟思いな性格だが、圭太とは血のつながらない姉であることをいいことに、イイことしようと連日圭太に迫る。
Ｈには興味津々のムッツリスケベで暴走しやすいが、最後までは今一歩踏み込めない。りことは違い勉強や料理が得意で、母のかわりに家事をよくしている。
中学時代は生徒会長を務めていて、毎日大量のラブレターが下駄箱に入っているくらいモテモテだった。しかし、弟以外の男に興味が無い（中学時代はまだ圭太を想う気持ちがブラコンの域のモノだと思っていたため、このままではいけないと思い試しに一応ラブレターをくれた全員と会ってみたが、圭太には遠くおよばないことも含め幻滅したとのこと。また、このことをきっかけに圭太への意識が弟から異性に変わった）。
りこ含む他のヒロインと圭太を巡って争っているが、一方で圭太と夕月の交際を認めたり、悩む美春を後押ししたりと、その想いが正直なものなら認める姿勢を示している。
陰毛は高校生としては稀有なほど薄いが、辛うじてパイパンではない。
住之江 りこ（すみのえ りこ）
声 - 巽悠衣子
圭太のもう1人の義姉で、あこの双子の妹。11月7日生まれ。玉秀高校1年生→2年生→3年生。高校では風紀委員を務めている。
ポニーテールで、髪は下ろすとあこよりも長い。そっけない口ぶりとは裏腹にHには積極的で、イイことしようと連日圭太に迫る。
勉強も家事も不得意で、ついつい姉であるあこを頼ってしまうことも。性格的にだらしないが要領がよく、度胸もあるため本番に強い。
十年前、圭太が投げたおもちゃが左頬に当たって怪我をしたことをきっかけに、圭太と結婚できるようにとの願掛けとして常に左頬に絆創膏を張っている。
マイペースだが勉強は不得意、手先が不器用で酒に弱い。運動神経がかなり良く、たまに運動部の助っ人を任されている。
あこがムッツリスケベなら、りこは全開スケベであり、自覚もある。性的好奇心を隠さず圭太に対して大胆な誘惑を仕掛けるが、あこと比べてTPOを弁えており、他人がいる前でのキスなどは恥ずかしがる。
中学時代も木刀を振り回す風紀委員長を務めており、あこ同様モテモテだったがやはり弟以外の男に興味は無い（あこ同様に会って見たが、幻滅した）。
あこ同様陰毛はかなり薄い。
両親
声 - 志村知幸（父親）、半場友恵（母親）
圭太・あこ・りこの両親。父の連れ子が圭太で、母の連れ子があことりこである。
圭太の実母が他界していることを除き、本名・年齢・馴れ初め・再婚前の相手は不明。
夫婦仲は良く、2人で旅行に行ったり寝る前に2人で（怪しげな声を上げながら）マッサージしたりしている。
共稼ぎで基本的に放任主義。あことりこが圭太を誘惑することに関して特に反対はせず、むしろ乗り気で圭太があことりこのどちらとくっつくか興味津々である。
父はよく下ネタがらみのオヤジギャグを言って母に暴力的なツッコミをされるが、母もたまに言う。
父、母双方とも圭太とりこ、圭太と教師の夕月がセックス寸前の状態になっているのを目撃しても動じないなど、かなり性に対して自由奔放で柔軟な発想の持ち主。
父は圭太が驚愕するほどの巨根の持ち主。巨根ゆえの肉体関係の不一致を数多く経験している苦労人でもある。

### 玉秀高校
三国 美春（みくに みはる）
声 - 永田依子 → 中村知子（OAD第10話 - ）
圭太の同級生。中学3年生→玉秀高校1年生→2年生。
歳不相応にグラマーな眼鏡っ子。巨乳（87cmのFカップ）の持ち主。陰毛もそれなりに生え揃っている。合格通知の一件により圭太と知り合って、2年生に進学してからはクラスメイトとなる。
失禁するシーンが多く、それに伴って頻尿が悩み。アニメ版第8話では作者の別作品『聖なる行水』の第3話の放尿シーンのオマージュで花火を背景に立ちションをするシーンがある。偽恋人になって以降、自慰行為のオカズにして耽るなど、圭太のことを意識しつつあった。しかし、住之江・桐生姉妹の存在もあってか、一歩引いたポジションを取っていた。夕月との破局後、圭太に対する想いが抑えられなくなり、後に周囲から諭されて想いを認めた。
戸田（とだ）
声 - 古島清孝
圭太の友人。中学3年生→玉秀高校1年生→2年生。
三白眼が特徴。

### 桐生家
桐生 三日月（きりゅう みかづき）
声 - 大亀あすか
圭太の後輩。中学時代は陸上部のマネージャーをしていた。自称「圭太の追っかけ」。
童顔の幼児体型なうえにパイパン。羞恥心は薄く、裸体を見られても平気。毒舌家であるが、姉のオタク趣味を理解しているなど、姉妹仲は悪くない模様。
後に玉秀高校へ入学する。
桐生 夕月（きりゅう ゆうづき）
声 - 今井麻美
三日月の姉。玉秀高校に着任してきた新米教師（担当教科は日本史）。12月23日生まれ、22→23歳。
初登場時は大学生だったが、後に圭太の担任となる。プロポーション抜群の美人だが、その実際はエロゲー好きの腐女子。パイパンが悩み（三日月曰く「家系の遺伝」）。さらに男女交際の経験がなく、未だに処女。教師としての熱意は強いが、思い込みの激しい性格ゆえに空回りすることが多い。
アパレルショップでアルバイトをしていた折、制服の採寸を測りにきた圭太と出会う。その後、あこ・りこ姉妹や美春の存在、三日月の抱く好意を知って以降、圭太について「何股もかけている不埒な男」と認識し、問題児として目の敵にしていた。
上記の通り、二次元の異性しか愛せない腐女子。特に戦国武将を好み、煽り文で「武将オタク＋処女、略してブショジョ」と言われてしまった。好きな武将は直江兼続。困った際に「兼続様〜」と口にする癖がある。
当初は現実世界における恋愛・セックスに嫌悪感を抱いていたが、まもなく圭太のことを意識するようになり、一時交際にまで発展する。しかし、教師としての熱意を取り戻したことで、彼に別れを告げた。

## 書誌情報
- ぢたま(某) 『kiss×sis』 講談社〈KCデラックス ヤングマガジン〉、全25巻
  1. 2007年9月6日発売[10]、ISBN 978-4-06-372344-1
  2. 2008年1月4日発売[11]、ISBN 978-4-06-375428-5
  3. 2008年12月22日発売[12]、ISBN 978-4-06-375613-5
    - 特典付初回限定版、ISBN 978-4-06-937284-1

  4. 2009年5月22日発売[4][13]、ISBN 978-4-06-375723-1
    - 特典付初回限定版、ISBN 978-4-06-937296-4

  5. 2009年11月20日発売[6][14]、ISBN 978-4-06-375829-0
    - 特典付初回限定版、ISBN 978-4-06-358298-7

  6. 2010年6月4日発売[15][16]、ISBN 978-4-06-375925-9
    - 特典付初回限定版、ISBN 978-4-06-358311-3

  7. 2010年11月22日発売[17]、ISBN 978-4-06-375998-3
    - 特典付初回限定版、ISBN 978-4-06-358322-9

  8. 2011年6月22日発売[18]、ISBN 978-4-06-376073-6
    - 特典付初回限定版（2011年6月21日発売[19]）、ISBN 978-4-06-358339-7

  9. 2011年11月30日発売[20][21]、ISBN 978-4-06-376158-0
    - 特典付初回限定版（同日発売[22]）、ISBN 978-4-06-358355-7

  10. 2012年7月6日発売[23]、ISBN 978-4-06-376662-2
    - 特典付初回限定版、ISBN 978-4-06-358380-9

  11. 2013年2月6日発売[24]、ISBN 978-4-06-376788-9
    - 特典付初回限定版、ISBN 978-4-06-358403-5

  12. 2013年11月6日発売[25]、ISBN 978-4-06-376926-5
    - 特典付初回限定版（同日発売[26]）、ISBN 978-4-06-358439-4

  13. 2014年8月6日発売[27]、ISBN 978-4-06-377037-7
    - 特典付初回限定版（同日発売[28]）、ISBN 978-4-06-358487-5

  14. 2015年4月6日発売[29]、ISBN 978-4-06-377162-6
    - 特典付初回限定版（同日発売[30]）、ISBN 978-4-06-358745-6

  15. 2015年11月6日発売[31]、ISBN 978-4-06-377347-7
    - 特典付初回限定版（同日発売[32]）、ISBN 978-4-06-362318-5

  16. 2016年4月6日発売[33]、ISBN 978-4-06-377455-9
  17. 2016年11月4日発売[34][35]、ISBN 978-4-06-393070-2
  18. 2017年5月2日発売[36]、ISBN 978-4-06-393185-3
  19. 2017年12月6日発売[37]、ISBN 978-4-06-510536-8
  20. 2018年7月6日発売[38]、ISBN 978-4-06-512017-0
  21. 2019年3月6日発売[39]、ISBN 978-4-06-514797-9
  22. 2020年3月6日発売[40]、ISBN 978-4-06-518812-5
  23. 2020年12月4日発売[41]、ISBN 978-4-06-521705-4
  24. 2021年6月17日発売[42]、ISBN 978-4-06-523672-7
  25. 2021年11月18日発売[43]、ISBN 978-4-06-525882-8

- 単行本表紙カバーには描き下ろしの漫画が描かれているのが恒例となっている。内容は本編と関係ないギャグエピソードが多い。また、限定版と通常版ではカバーの漫画の内容が違う。

## アニメ
OAD
単行本第3巻初回限定版から同梱のオリジナルアニメ。第3話はテレビアニメ第7.5話、第4話はテレビアニメ最終回後の番外編、第5話はOAD初のオリジナルエピソード。第6話では三国や桐生姉妹、三日月も登場。
下記のテレビアニメ版より性的描写が激しいが、年齢指定が設けられておらず、一般指定として発売されている。
テレビアニメ
2010年4月5日から6月21日までAT-Xにて放送された。全12話。バンダイチャンネルでは2010年3月25日から3月26日までの期間限定で第1話のオンライン先行試写が行われた。
第5話に、ぢたま(某)原作の『ファイト一発! 充電ちゃん!!』の主人公であるぷらぐ・クライオスタットがゲスト出演した。その際、テレビアニメ版の担当声優・福原香織が本編でも演じるということで、関係各所で許可が下り福原本人にも連絡が行っていたものの、本編では代わりに寺本來可がぷらぐを演じた。この理由について、ぢたま(某)は「誰にもわからんのですよ」と困惑ぎみに発言している。
あこ姉とりこ姉の通っている「玉秀高校」は、埼玉県立日高高等学校がモデルになっている。

### スタッフ
- 原作 - ぢたま(某)（講談社『ヤングマガジン』掲載）
- 監督 - 名和宗則
- シリーズ構成 - 長谷川勝己（TV、OAD第3-6話）
- キャラクターデザイン - 下谷智之
- サブデザイン - 枡田邦彰、佐藤元昭（OAD第5話）
- メインアニメーター - 鈴木豪・立田眞一（TV）
- 色彩設計 - 佐藤直子（OAD第0-2話）、油谷ゆみ（TV、OAD第3-11話）
- 美術監督 - 小坂部直子（TV、OAD第0-8話）、GREEN（OAD第9話）、中村典史（OAD第10話）、小野智広（OAD第11話）
- 撮影監督 - 口羽毅（TV、OAD第0-3、7-9、11話）、中村雄太（OAD第4-5話）、近藤靖尚（OAD第6話）、本谷貴宏（OAD第10話）
- 編集 - 平木大輔、丸山流美（OAD第10-11話）
- 音響監督 - 菊田浩巳
- 音楽 - 植木瑞基 in 俊龍
- プロデューサー - 松下卓也（OAD第0-1話）、安永尚人（OAD）、山中隆弘（TV、OAD第2-11話）、針生雅行（TV、OAD第9話）、川崎とも子、西保雄（OAD第9-11話）
- アニメーション制作 - feel.
- 企画協力・制作 - GANSIS
- 製作 - キスシス製作委員会（OAD）、kiss×sis製作委員会（TV）

### 主題歌
OAD
オープニングテーマ「ふたりの♥ハニーボーイ」
作詞・作曲・編曲 - 高橋菜々 / 歌 - あこ&りこ（声：竹達彩奈・巽悠衣子）
エンディングテーマ「星空物語」
作詞・作曲・編曲・歌 - 高橋菜々

TV
オープニングテーマ「バランスKISS」
作詞・作曲・編曲 - 橋本由香利 / 歌 - あこりこ（声：竹達彩奈&巽悠衣子）
エンディングテーマ
「Our Steady Boy」（第1話 - 第11話）
作詞 - 大森祥子 / 作曲・編曲 - 植木瑞基 / 歌 - ゆいかおり（小倉唯&石原夏織）
「ふたり」（第12話）
作詞 - 大森祥子 / 作曲・編曲 - 高橋菜々 / 歌 - ゆいかおり（小倉唯&石原夏織）

### 各話リスト
| 話数   | サブタイトル             | シナリオ                  | 絵コンテ   | 演出     | 総作画監督             | 作画監督                                                      | 発売日          | 同梱コミック |
| ------ | ------------------------ | ------------------------- | ---------- | -------- | ---------------------- | ------------------------------------------------------------- | --------------- | ------------ |
| 第0話  | ゼロから始めよう         | 加茂靖子 （シナリオ協力） | 高柳滋仁   | 園田雅裕 | 下谷智之               | 鈴木豪 佐藤元昭                                               | 2008年 12月22日 | 第3巻        |
| 第1話  | ひとつ屋根の下           | 鈴木雅詞                  | 名和宗則   | 名和宗則 | 丸山隆                 | 鈴木豪                                                        | 2009年 5月22日  | 第4巻        |
| 第2話  | ふたりでクリスマス       | 鈴木雅詞                  | 阿部雅司   | 阿部雅司 | 丸山隆 枡田邦彰        | 下谷智之、鈴木豪 佐藤元昭、立田眞一 氏家嘉宏、川島勝 下川寿士 | 11月20日        | 第5巻        |
| 第3話  | ひみつの予行練習         | 鈴木雅詞                  | 所俊克     | 所俊克   | 丸山隆 枡田邦彰 鈴木豪 | 豆塚隆、野口孝行 佐藤元昭、川島勝 緒方浩美、下川寿士          | 2010年 6月4日   | 第6巻        |
| 第4話  | 至福の温泉旅行           | 長谷川勝己                | 菜香ゆき   | 菜香ゆき | 佐藤元昭               | 立田眞一、鈴木豪 藤井結                                       | 11月22日        | 第7巻        |
| 第5話  | 五里霧中でむちゅむちゅ   | 長谷川勝己                | 菜香ゆき   | 菜香ゆき | 佐藤元昭               | 立田眞一                                                      | 2011年 6月22日  | 第8巻        |
| 第6話  | むむむっ!な健康診断      | 長谷川勝己                | 菜香ゆき   | 菜香ゆき | 佐藤元昭               | 早川加寿子、清水祐実 藤井結、新家由幸男                       | 11月30日        | 第9巻        |
| 第7話  | 長梅雨に咲いた桃の花     | 長谷川勝己                | 菜香ゆき   | 菜香ゆき | 佐藤元昭               | 立田眞一                                                      | 2012年 7月6日   | 第10巻       |
| 第8話  | やっぱり!?波乱の家庭訪問 | 長谷川勝己                | 菜香ゆき   | 菜香ゆき | 佐藤元昭 枡田邦彰      | 立田眞一 藤井結                                               | 2013年 2月6日   | 第11巻       |
| 第9話  | 狂おしき青春の汗         | 長谷川勝己                | 名和宗則   | 名和宗則 | 佐藤元昭               | 立田眞一                                                      | 11月6日         | 第12巻       |
| 第10話 | あるやなしやは、十人十色 | 長谷川勝己                | 菜香ゆき   | 菜香ゆき | 佐藤元昭               | 三浦龍、袴田裕二 川島尚、重本和佳子 枡田邦彰、山崎正和        | 2014年 8月6日   | 第13巻       |
| 第11話 | いつまでもイイ関係       | 長谷川勝己                | 川口敬一郎 | 松下周平 | 佐藤元昭               | 袴田裕二、川島尚 中本尚                                       | 2015年 4月6日   | 第14巻       |

| 話数   | サブタイトル                            | 脚本       | 絵コンテ        | 演出                  | 作画監督                                     | 総作画監督                                 |
| ------ | --------------------------------------- | ---------- | --------------- | --------------------- | -------------------------------------------- | ------------------------------------------ |
| 第1話  | ワンダフルディズ                        | 長谷川勝己 | 及川啓 有明功一 | 所俊克                | 鈴木豪、丸山隆                               | 下谷智之                                   |
| 第2話  | 二人きりのレッスン                      | 鈴木雅詞   | 菜香ゆき        | 菜香ゆき              | 立田眞一、川島勝                             | 枡田邦彰                                   |
| 第3話  | 魅惑のスイーツ!                         | 植竹須美男 | 所俊克          | 渡部周                | 藤原未来夫、山本篤史 飯野堅一                | 下谷智之                                   |
| 第4話  | 恋人の資格                              | 長谷川勝己 | 有明功一        | 駒屋健一郎            | 立田眞一、佐藤元昭                           | 枡田邦彰                                   |
| 第5話  | ゴメンナサイ!                           | 植竹須美男 | 木村真一郎      | 高林久弥              | 立田眞一、佐藤元昭 下川寿士、小菅洋 臼田美夫 | 鈴木豪、枡田邦彰                           |
| 第6話  | 胸騒ぎのアキバ                          | 鈴木雅詞   | 阿部雅司        | 阿部雅司              | 小菅洋、川島勝                               | 枡田邦彰、鈴木豪                           |
| 第7話  | な、なんと〜っ!? 真夏のびしょ濡れ妄想曲 | 長谷川勝己 | 有明功一        | 徐恵眞                | 北村友幸、山村俊了                           | 佐藤元昭、鈴木豪                           |
| 第8話  | 八月はいつもアレ                        | 植竹須美男 | 菜香ゆき        | 菜香ゆき              | 本村晃一                                     | 下谷智之                                   |
| 第9話  | 苦しい時は神頼み                        | 鈴木雅詞   | 柳沼和良        | 徳本善信              | 藤井結、金井裕子 新家由貴男、村山公輔        | 枡田邦彰、鈴木豪 下谷智之、佐藤元昭        |
| 第10話 | とうとう本番!                           | 植竹須美男 | 佐々木奈奈子    | 佐々木奈奈子 越田知明 | 川島勝、小菅洋                               | 下谷智之、佐藤元昭 丸山隆、鈴木豪          |
| 第11話 | いい日、ダメ出し!                       | 植竹須美男 | 木村真一郎      | 菜香ゆき              | 北村友幸、山村俊了                           | 下谷智之、佐藤元昭 鈴木豪、丸山隆 枡田邦彰 |
| 第12話 | いち、にの、3P!                         | 長谷川勝己 | 所俊克          | 所俊克                | 川島勝、小菅洋                               | 下谷智之、枡田邦彰 鈴木豪、佐藤元昭 丸山隆 |

### 放送局
| 放送地域 | 放送局 | 放送期間               | 放送日時                                      | 放送区分 | 備考             |
| -------- | ------ | ---------------------- | --------------------------------------------- | -------- | ---------------- |
| 日本全域 | AT-X   | 2010年4月5日 - 6月21日 | 月曜 23時30分 - 24時00分 （リピート放送あり） | CS放送   | 視聴年齢制限つき |

### 関連商品

#### Blu-ray・DVD
TV版は各3話収録の単品版が2010年6月23日から9月22日までのリリース。その後TV版・OAD版とも、BDのみで数量限定のボックスセットもリリースされた。
TV版のBDの数量限定版は、デジパック、ピクチャーレーベル、あこりこ二人語りCD(単品版のみ)、シチュエーション妄想カード、パンツ風クリーナー、抱き枕カバー(ボックスセットのみ)、ミニドラマCD(ボックスセットのみ)が同梱。また、DVD、BDの共通特典として12Pブックレットが同梱された。
OAD版ボックスセットには60Pブックレットが同梱。
| 巻数      | 発売日        | 収録話          | 規格品番      | 規格品番  |
| 巻数      | 発売日        | 収録話          | BD            | DVD       |
| --------- | ------------- | --------------- | ------------- | --------- |
| 第1巻     | 2010年6月23日 | 第1話 - 第3話   | KIXA-90036    | KIBA-1774 |
| 第2巻     | 2010年7月21日 | 第4話 - 第6話   | KIXA-90037    | KIBA-1775 |
| 第3巻     | 2010年8月25日 | 第7話 - 第9話   | KIXA-90038    | KIBA-1776 |
| 第4巻     | 2010年9月22日 | 第10話 - 第12話 | KIXA-90039    | KIBA-1777 |
| TV版 BOX  | 2015年2月25日 | 全12話          | KIXA-90494/5  |           |
| OAD版 BOX | 2016年5月11日 | 全12話          | KIXA-90569/70 |           |

#### 関連CD
| タイトル          | アーティスト | ジャンル                                    | リリース                                |
| ----------------- | --- | ------------------------------------------- | --------------------------------------- |
| あなたにkiss      | あこりこ（CV：竹達彩奈＆CV：巽悠衣子） | キャラクターソングアルバム                  | 2010年5月26日                           |
| エンドレスkiss    | 住之江あこ（CV：竹達彩奈） / 住之江りこ（CV：巽悠衣子） / 住之江圭太（CV：武内健） / 三国美春（CV：永田依子） / 桐生三日月（CV：大亀あすか） / 桐生夕月（CV：今井麻美） | キャラクターソング&サウンドトラックアルバム | 2010年6月23日                           |
| kiss×sis ドラマCD | 住之江あこ（CV：竹達彩奈） / 住之江りこ（CV：巽悠衣子） / 住之江圭太（CV：武内 健）他                                                                                   | ドラマCD                                    | Vol.1 2010年4月21日 Vol.2 2010年6月23日 |

#### トレーディングカード
テレビアニメ版のトレーディングカードが、2010年9月30日にグラシアより発売されている。全77種類。場面写真や設定資料を使用したカードの他に、出演声優の箔押しサインカードも封入されている。

### Webラジオ
本作OAD発売に関連して、『kiss×sis〜ゼロから始めるラジオ〜』と題したWebラジオが、2009年3月26日から6月26日までYahoo!動画にて配信された。パーソナリティは声優の竹達彩奈（住之江あこ役）と巽悠衣子（住之江りこ役）。
2009年6月20日には同パーソナリティによる特別番組『竹達彩奈と巽悠衣子のkiss×sis公開生放送』が文化放送の超!A&G+にて文化放送サテライトプラスから公開生放送された。
また、テレビアニメ放送開始に関連して、『kiss×sis〜1から始めるお姉ちゃんラジオ〜』と題したWebラジオが2010年2月23日よりアニメイトTVにて配信中。さらに、その携帯版である『kiss×sis〜携帯から教えるお姉ちゃんラジオ〜』が2010年4月20日より声優アニメイトにて配信中。
関連CD
- kiss×sis〜ゼロから始めるラジオ〜 DJCD